# Васильев, Тимофей Петрович
Тимофей Петрович Васильев (1918—2004) — младший сержант Рабоче-крестьянской Красной Армии, участник советско-финской и Великой Отечественной войн, Герой Советского Союза (1945).

## Биография
Тимофей Васильев родился 20 марта 1918 года в селе Белокаменка (ныне — Глубоковский район Восточно-Казахстанской области Казахстана) в семье крестьянина. В 1933 году он окончил начальную школу, после чего работал в колхозе в Вологодской области. В 1938 году Васильев был призван на службу в Рабоче-крестьянскую Красную Армию. Принимал участие в советско-финской войне. С апреля 1942 года — на фронтах Великой Отечественной войны. Принимал участие в боях на Волховском и Карельском фронтах. С сентября 1944 года младший сержант Тимофей Васильев командовал отделением 3-й стрелковой роты 311-го стрелкового полка 65-й стрелковой дивизии 14-й армии Карельского фронта. Отличился во время освобождения Мурманской области.
9 октября 1944 года в ходе переправы через реку Титовка в Мурманской области Васильев первым в своём подразделении форсировал её. Отделение под его руководством захватило плацдарм на западном берегу реки и удерживало его до подхода подкреплений, отбив шесть вражеских контратак, несмотря на непрекращающийся обстрел миномётов и артиллерии, и авиационные налёты. В бою Васильев получил ранение, но поля боя не покинул, продолжая управлять вверенным ему подразделением. Когда полковые подразделения переправились на плацдарм, Васильев принял участие в атаке, только потом согласившись отправиться в госпиталь.
Указом Президиума Верховного Совета СССР от 24 марта 1945 года за «образцовое выполнение боевых заданий командования на фронте борьбы с немецкими захватчиками и проявленные при этом мужество и героизм» младший сержант Тимофей Васильев был удостоен высокого звания Героя Советского Союза с вручением ордена Ленина и медали «Золотая Звезда» за номером 5528.
В 1945 году Васильев был демобилизован, после чего работал в Белоусовском рудоуправлении и на машиностроительном заводе в городе Усть-Каменогорске Казахской ССР. Позднее переехал в город Мелитополь Запорожской области Украины. 
Скончался 8 июня 2004 года.
Был также награждён орденами Отечественной войны 1-й степени и Красной Звезды, а также рядом медалей.